# José Cevallos Enríquez
José Cevallos Enríquez (Guayaquil, 18 januari 1995) is een Ecuadoraans voetballer die doorgaans als aanvallende middenvelder speelt. Hij komt uit voor de Ecuadoraanse nationale ploeg.

## Clubcarrière
Cevallos debuteerde op zestienjarige leeftijd voor LDU Quito. Tussen januari 2013 en juli 2014 speelde hij op huurbasis voor Juventus. In januari 2018 tekende de Ecuadoraans international een contract tot medio 2022 bij Sporting Lokeren. Op 11 februari 2018 debuteerde hij in de Jupiler Pro League tegen Sporting Charleroi. In zijn debuutseizoen maakte Cevallos zeven doelpunten in zestien competitiewedstrijden.

## Interlandcarrière
Op 22 februari 2017 debuteerde Cevallos voor Ecuador in een oefeninterland tegen Honduras. Hij mocht na 69 minuten invallen en zette twaalf minuten later de eindstand op het bord (3-1).